# Фауна трупа
Фауна трупа — собирательное название всех видов животных-мертвоедов (муравьёв, мух, червей, жуков и т. п.), которые обитают в трупных тканях и принимают участие в разрушении останков умершего человека. 
Известно, что различные виды насекомых уничтожают трупные ткани с различной скоростью в зависимости от времени года, давности смерти и других факторов. Эта информация позволяет уточнить датировку наступления момента гибели. Судебно-энтомологические методы используются для оценки давности смерти начиная со второй половины XX века во многих странах мира.